# NGC 4674
NGC 4674 este o galaxie spirală situată în constelația Fecioara. A fost descoperită în 5 mai 1836 de către John Herschel. Se află la o distanță de 21,66 de megaparseci de Pământ.